# Томмот (станція)

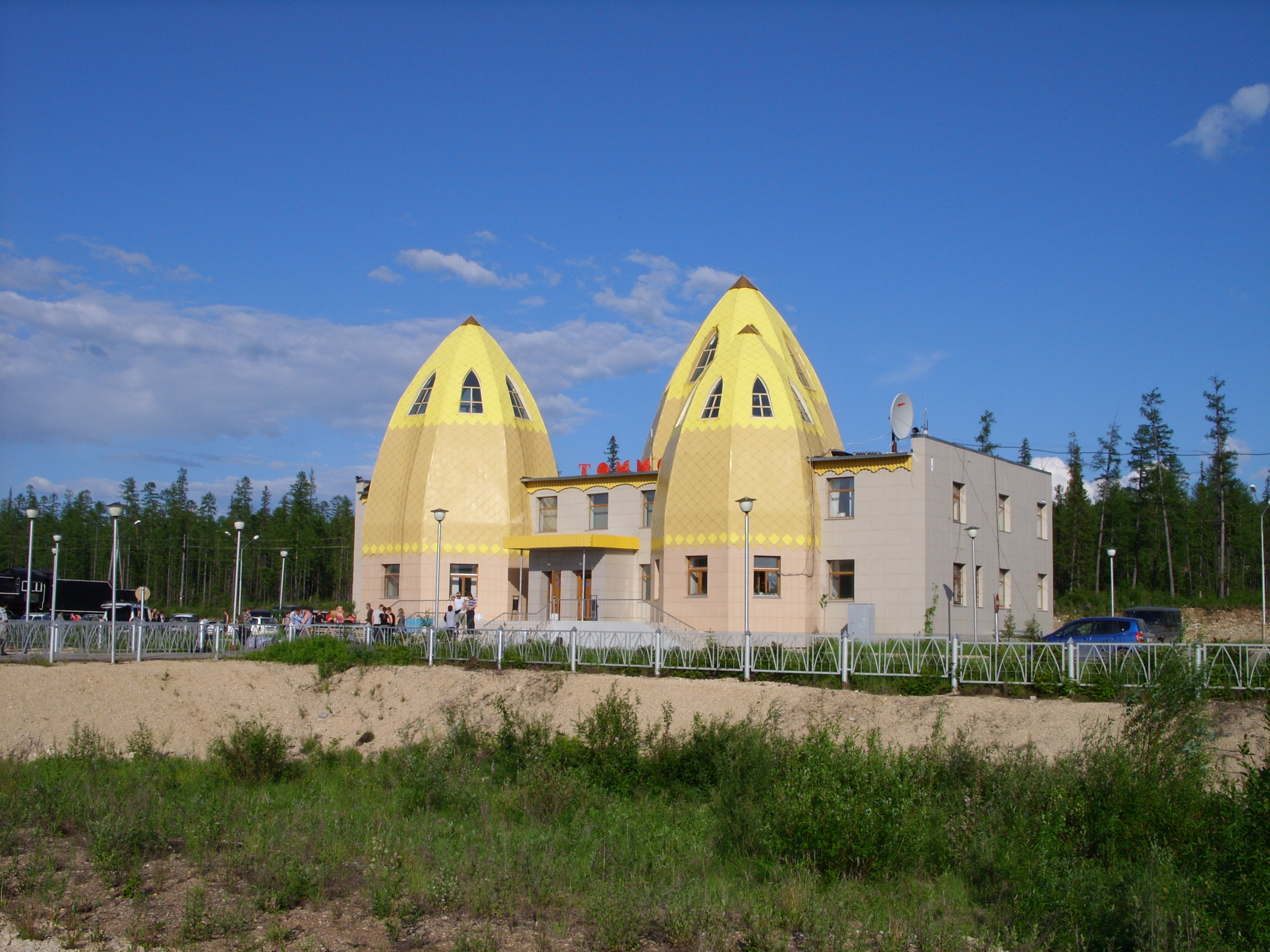
Вокзал

58°58′01″ пн. ш. 126°13′39″ сх. д. / 58.966944444444° пн. ш. 126.2275° сх. д.
Томмот (рос. Томмот) — станція Якутської залізниці (Росія), розміщена на дільниці Нерюнгрі-Пасажирська — Нижній Бестях між станцією Куранах  (відстань — 51 км) і роз'їздом Болотний (55 км). Відстань до ст. Нерюнгрі-Пасажирська — 361 км, до транзитного пункту Тинда — 590 км.
Відкрита 2004 року як кінцева станція Амуро-Якутської магістралі. У 2009 році лінія продовжена до ст. Амга, а 2013 — до Нижнього Бестяха.
Розташована в однойменному місті Республіки Саха.

## Галерея

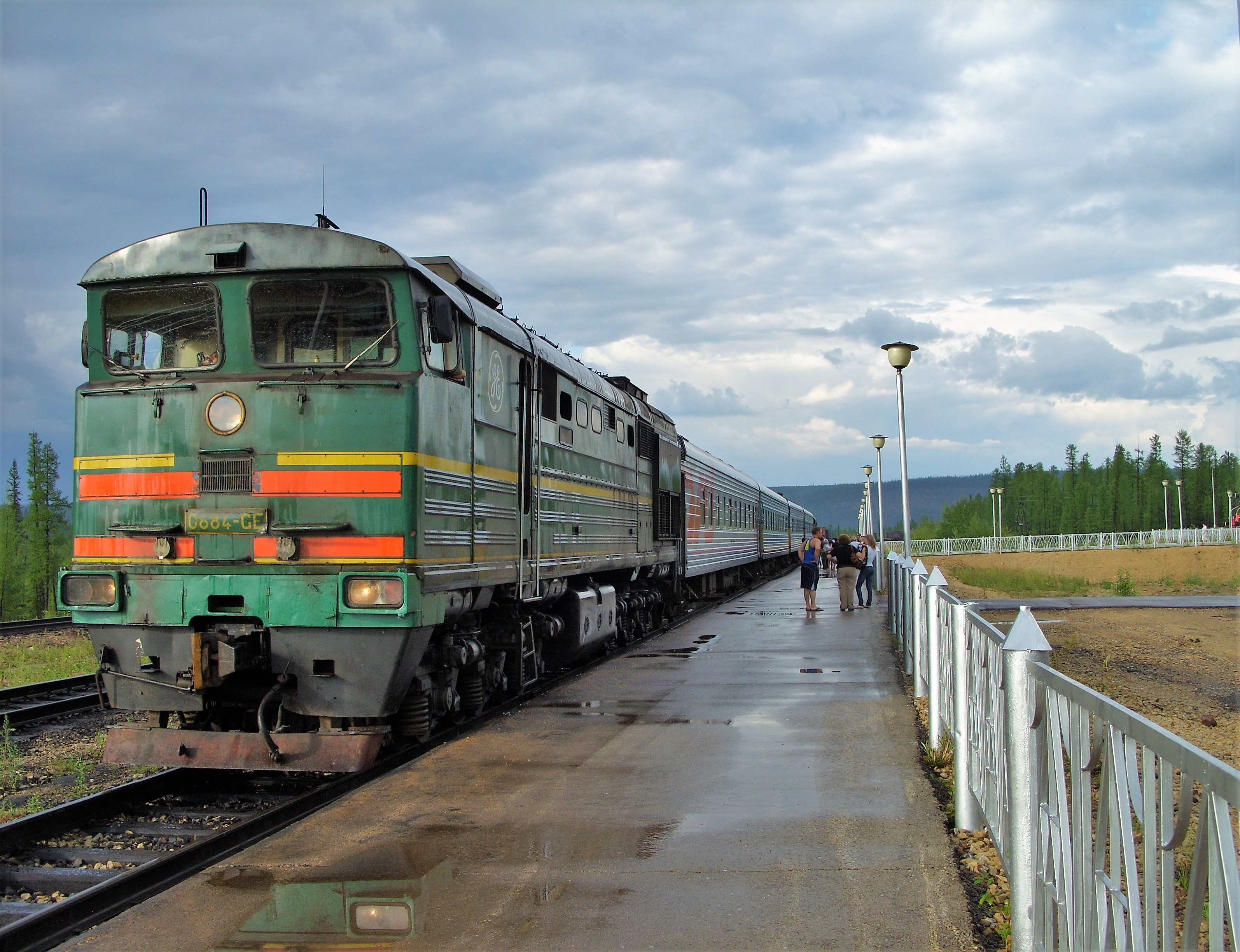
Пасажирський поїзд на станції Томмот
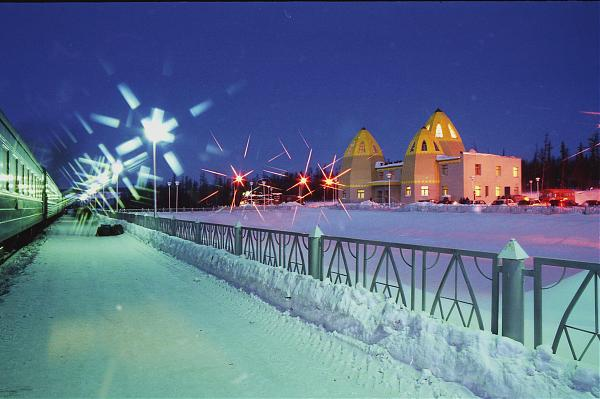
Станція взимку
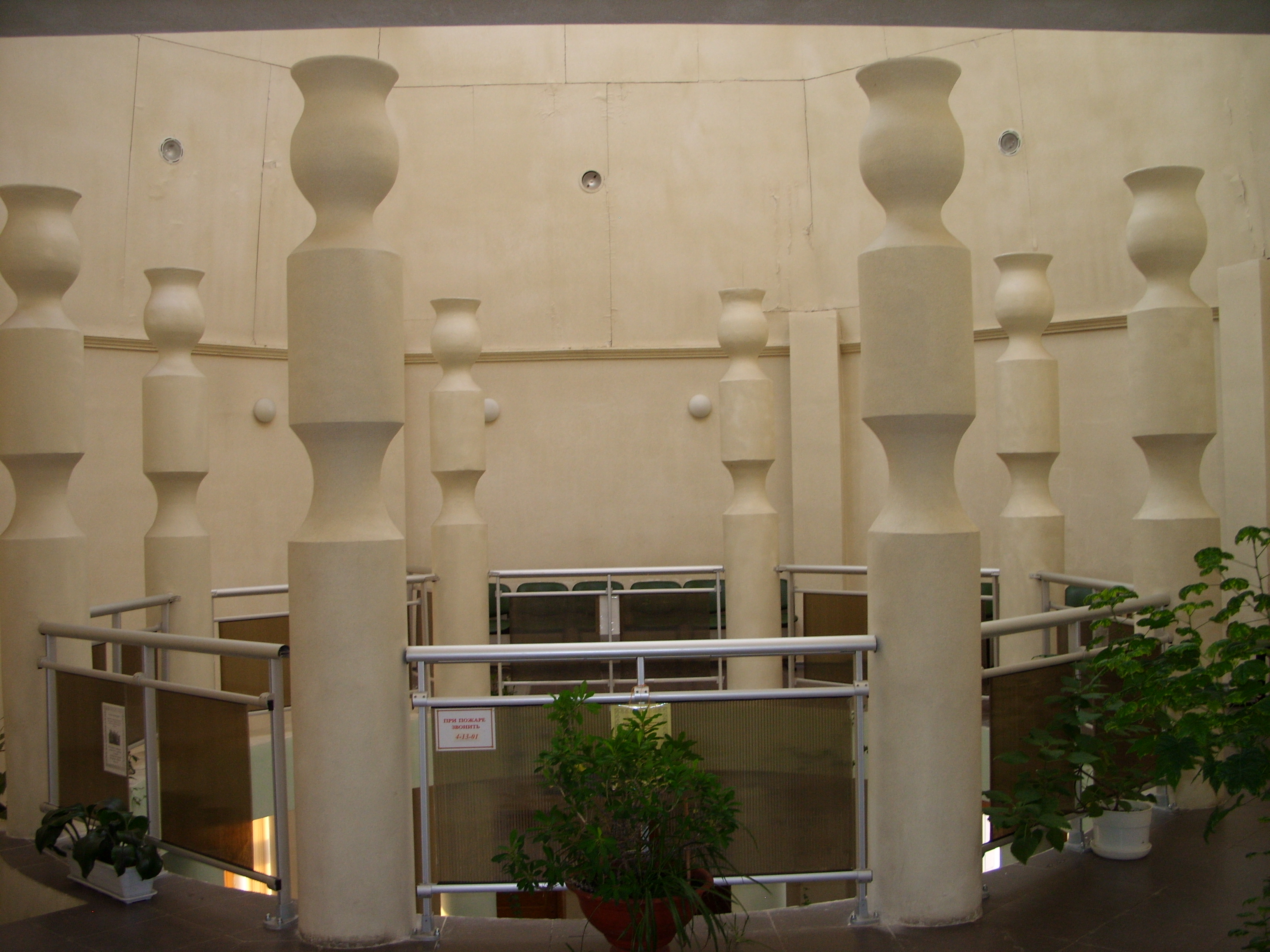
Всередині однієї з веж станції
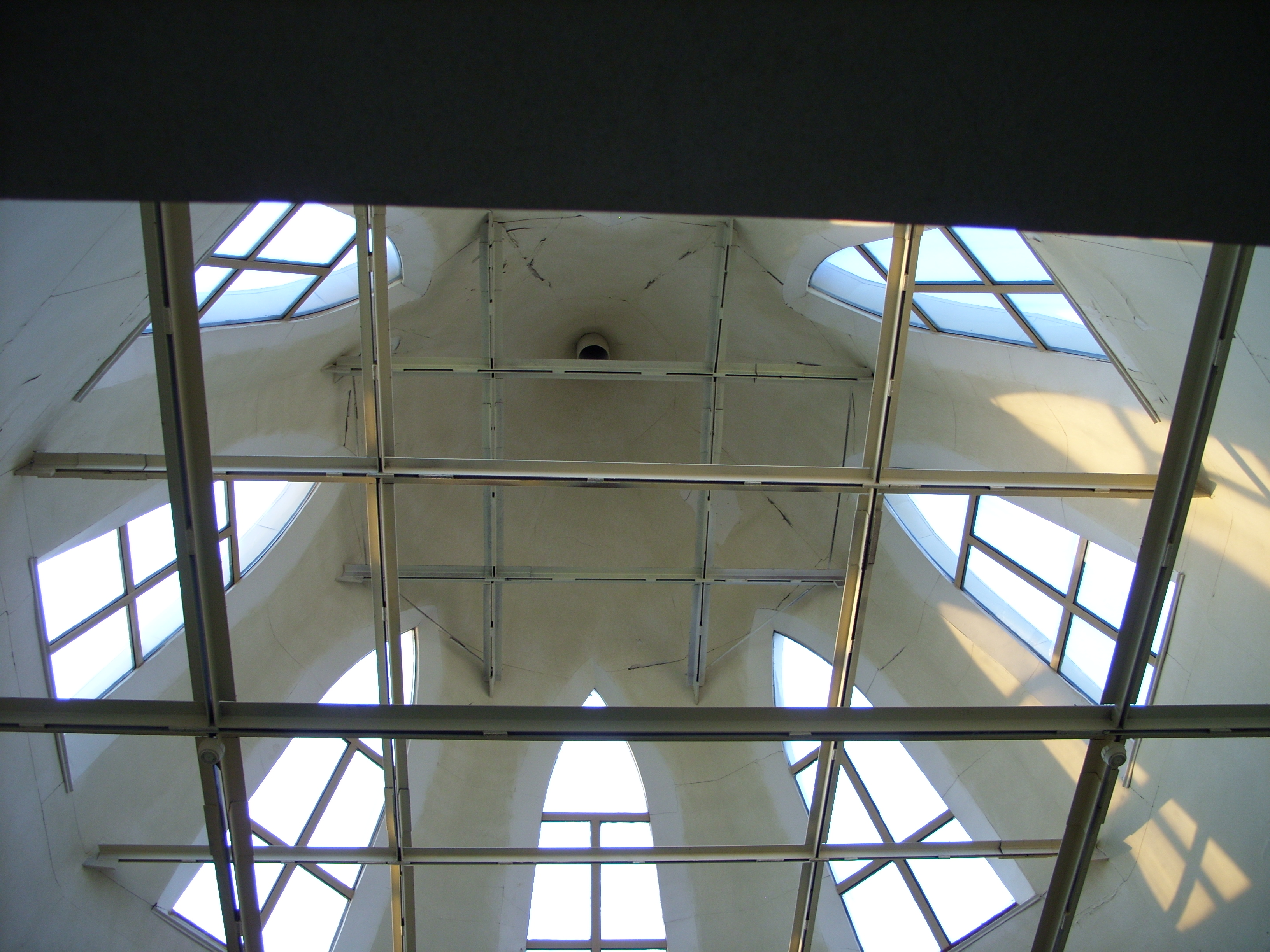